# Zygostates
Zygostates es un género de orquídeas con 29 especies.  Las plantas se distribuyen desde Brasil a Argentina y Paraguay con la mayoría de las especies concentradas en Brasil.
El género fue propuesto por John Lindley en Edwards's Botanical Register 23: ad 1927, en 1837, describiemdo dos especies, Zygostates lunata y Zygostates cornuta.

## Distribución y hábitat
El género comprende 29 especies de pequeño tamaño de hábitos epífitas, distribuidas por toda América del Sur, con una gran concentración en Brasil, donde casi todas las especies se producen, son específicas de los bosques ricos en humedad atmosférica, laderas y tierras bajas costeras.

## Etimología
Su nombre deriva del griego zygostates = (peso,  equilibrio) y se refiere a las proyecciones de la base de la columna que se asemejan a una balanza. 

## Especies
| - Zygostates alleniana - Zygostates apiculata - Zygostates aquinoi - Zygostates bradei - Zygostates chateaubriandii - Zygostates comuta - Zygostates cornigera - Zygostates costaricensis - Zygostates dasyrhiza - Zygostates duseniana - Zygostates dusenianus - Zygostates grandiflora - Zygostates grandiflorus - Zygostates greeniana - Zygostates kuhlmanni | - Zygostates leptosepala - Zygostates ligulata - Zygostates lindmanii - Zygostates linearisepala - Zygostates lunata - Zygostates multiflora - Zygostates obliqua - Zygostates octavioreisii - Zygostates ovatipetala - Zygostates papillosa - Zygostates paranaensis - Zygostates pellucida - Zygostates pustulata - Zygostates rotundiglossa |

## Sinonimia
- Dactylostylis Scheidw. 1839.
- Dipteranthus Barb.Rodr. 1882